# Метальний ніж
Метальний ніж — різновид ножа, що відноситься до метальної зброї.

## Конструкція

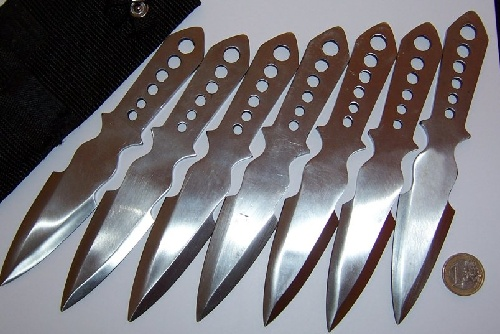
Метальні ножі

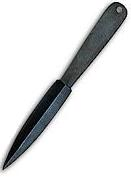

Хоча метати можна будь-який - ніж, існують спеціально призначені для цього ножі особливої конструкції. Клинок може бути важчий за руків'я для поліпшення балістики. Використовується колючий фактор, тому форма клинка списоподібна і лезо може бути відсутнім. Ефес має наступні особливості:
- Спрощене руків'я, відсутні упори на руків'ї і гарда. Бо такі ножі не використовуються для різання і немає потреби в зручному хваті, а також цим знижується вага руків'я і поліпшується балістика.
- Відсутні накладки на рукоятці. Бо будучи зроблені з дерева або пластику, вони розколюються від удару, залишаючи осколки і стирчащі з хвостовика заклепки.
- Руків'я може мати отвір. Для зручності закріплення кількох ножів і швидкого кидання їх серією, а також для закріплення мотузки, щоб підтягувати кинутий ніж назад або використовувати як гарпун або «кішку».

### Популярні модифікації
Метальні ножі, як правило, являють собою металеву пластину, не мають яскраво вираженого руків'я і тим більше гарди (упору-обмежувача), що практично зводить нанівець можливість застосування такого ножа в рукопашній сутичці. Тим не менше існує ніж «Мангуст-М» більш відомий як Стриж, сконструйований Володимиром Сергійовичем Ковровим, має підпальцеві підхоплення.
На офіційних змаганнях використовують ножі єдиного типу, затвердженого федерацією «Юніфайт». Загальна довжина — 260 мм, довжина леза — 150 мм, товщина обуха — 6 мм, вага — 285 г. Ніж ніяк особливо не заточується: відносно гострим повинен бути тільки його кінець. Клинок обов'язково має знак федерації Unifight, клеймо виробника і сертифікований як предмет господарсько-побутового призначення і тому не є холодною зброєю.
В основному використовують три основних види ножа — «Осетер» і «Лідер», які сконструйовані Володимиром Ковровим, і «Unifight PRO». Ножі виготовляються із сталі 30ХГСМ. «Лідер» — це ніж з центром ваги, зміщеним у бік вістря, який утримується перед кидком за руків'я, так як його баланс робить таку форму хвату оптимальною . Такий ніж підходить для всіх, завдяки невеликій вазі і формі. Його нешироке лезо «пробачає» таку помилку, як розворот кисті під час кидка.
«Осетер» — найпоширеніший на сьогоднішній день ніж для метання. Призначений для більш досвідчених метальників, хоча багато хто починає саме з нього. До 2012 р. використовувався на офіційних змаганнях.
«Unifight PRO» має більшу ширину обуха, ніж «Лідер» і «Осетер», і, відповідно, більшу вагу. Розробив Віталій Кім . Випускається в двох варіантах: «Unifight PRO» і «Unifight PRO-L» — тобто полегшений варіант для жінок та юніорів. На даний момент тільки ці два ножі допускаються на офіційні змагання за версією федерації Unifight.